# Elvin Beqiri
Elvin Beqiri (Shkodra, Albània, 27 de juliol de 1980), futbolista albanès. Juga de defensa i el seu actual equip és el Vllaznia Shkodër de la Kategoria Superiore d'Albània.

## Selecció nacional
Ha estat internacional amb la Selecció de futbol d'Albània, ha jugat 47 partits internacionals.

## Clubs
| Club                | País        | Any           |
| ------------------- | ----------- | ------------- |
| KS Vllaznia Shkodër | Albània     | 1993-1995     |
| Metalurg Donetsk    | Ucraïna     | 2003-2004     |
| Alania Vladikavkaz  | Rússia      | 2004-2005     |
| Maccabi Tel-Aviv    | Israel      | 2004-2006     |
| Metalurg Donetsk    | Ucraïna     | 2006-2008     |
| Arsenal Kíev        | Ucraïna     | 2008-2009     |
| Vllaznia Shkodër    | Albània     | 2009-2010     |
| Khazar Lenkoran     | Azerbaidjan | 2010-2012     |
| Vllaznia Shkodër    | Albània     | 2012- Present |